# Philip Pettit
Philip Noel Pettit (Ballygar, Irlanda, 1945) és un filòsof polític irlandès.
Es va educar a Garbally College i a la Queen's University de Belfast.
Va ser professor de teoria política durant molts anys a la Universitat Nacional Australiana. Actualment, és catedràtic Laurence Rockefeller de Ciències Polítiques i Valors Humans a la Universitat de Princeton. Ha rebut nombroses distincions, que inclouen un doctorat honoris causa per la Universitat Nacional d'Irlanda.
Pettit és conegut per la seva defensa i divulgació del republicanisme com a filosofia política, tot descrivint la tradició republicana com a arrelada a l'antiguitat clàssica i com a font d'inspiració de les revolucions il·lustrades dels segles XVIII i XIX. Per a Pettit allò característic del republicanisme és el seu concepte de la llibertat com a absència de dominació i, per tant, com a invulnerabilitat davant la interferència arbitrària, tant del govern com dels particulars. Això diferencia el republicanisme de determinades versions del liberalisme que, com a Isaiah Berlin, equiparen la llibertat només a l'absència d'interferència.
Pettit també ha dut a terme assajos sobre temes tan diversos com la ciència cognitiva o el lliure albir.